# Robert Folk
Robert Folk est un compositeur américain, né le 5 mars 1949 à New York (États-Unis).

## Biographie
Il est notamment connu pour avoir composé la musique des sept films de la saga Police Academy, ainsi que les bandes originales de L'Histoire sans fin 2, Dar l'invincible 2, Le Cobaye 2, Ace Ventura en Afrique et Risque maximum.
Bien que non crédité au générique, il a également composé près de la moitié de la musique du film Tremors, en remplacement d'une partie de la partition écrite par Ernest Troost.

## Filmographie

### Cinéma

#### Longs métrages
- 1981 : Savage Harvest de Robert L. Collins
- 1982 : The Slayer de Joseph S. Cardone
- 1984 : Police Academy de Hugh Wilson
- 1984 : Au cœur de l'enfer (Purple Hearts) de Sidney J. Furie
- 1984 : Le Palace en délire (Bachelor Party) de Neal Israel
- 1985 : Police Academy 2 (Police Academy 2: Their First Assignment) de Jerry Paris
- 1985 : Thunder Alley de J.S. Cardone
- 1985 : Toubib Academy numéro un (Stitches) de Rod Holcomb
- 1986 : Odd Jobs de Mark Story
- 1986 : Police Academy 3 (Police Academy 3: Back in Training) de Jerry Paris
- 1986 : Stewardess School de Ken Blancato
- 1987 : Police Academy 4 (Police Academy 4: Citizens on Patrol) de Jim Drake
- 1987 : L'amour ne s'achète pas (Can't Buy Me Love) de Steve Rash
- 1988 : Police Academy 5 (Police Academy 5: Assignment: Miami Beach) d'Alan Myerson
- 1988 : Rien à perdre (Miles from Home) de Gary Sinise
- 1989 : Ma belle-mère est une sorcière (Wicked Stepmother) de Larry Cohen
- 1989 : Police Academy 6 (Police Academy 6: City Under Siege) de Peter Bonerz
- 1989 : Happy Together de Mel Damski
- 1989 : Honeymoon Academy de Gene Quintano (vidéo)
- 1990 : Tremors de Ron Underwood (non crédité)
- 1990 : L'Histoire sans fin 2 : Un nouveau chapitre (The NeverEnding Story II: The Next Chapter) de George Miller
- 1991 : L'École des héros (Toy Soldiers) de Daniel Petrie Jr.
- 1991 : Dar l’invincible 2 : La Porte du temps (Beastmaster 2 : Through the Portal of Time) de Sylvio Tabet
- 1991 : Extrême poursuite (A Climate for Killing) de J.S. Cardone
- 1991 : Rock-o-rico (Rock-A-Doodle) de Don Bluth
- 1993 : Le Voleur et le Cordonnier (The Thief and the Cobbler ou Arabian Knight ) de Richard Williams
- 1993 : Alarme fatale (Loaded Weapon 1) de Gene Quintano
- 1994 : Police Academy : Mission à Moscou (Police Academy: Mission to Moscow) d'Alan Metter
- 1994 : En avant, les recrues ! (In the Army Now) de Daniel Petrie Jr.
- 1994 : Le Lutin magique (A Troll in Central Park) de Don Bluth et Gary Goldman
- 1994 : Descente à Paradise (Trapped in Paradise) de George Gallo
- 1995 : Ace Ventura en Afrique (Ace Ventura: When Nature Calls) de Steve Oedekerk
- 1995 : T-Rex (Theodore Rex) de Jonathan R. Betuel
- 1996 : Le Cobaye 2 (Lawnmower Man 2: Beyond Cyberspace) de Farhad Mann
- 1996 : Risque maximum (Maximum Risk) de Ringo Lam
- 1996 : Rule of Three de Fred Calvert
- 1997 : Booty Call de Jeff Pollack
- 1997 : Boys Life 2 (segment Nunzio's Second Cousin) de Tom DeCerchio
- 1997 : Rien à perdre (Nothing to Lose) de Steve Oedekerk
- 1998 : Les Indians 3 (Major League: Back to the Minors) de John Warren
- 1998 : The Jungle Book: Mowgli's Story de Nick Marck (vidéo)
- 1999 : The All New Adventures of Laurel & Hardy in 'For Love or Mummy' de John R. Cherry III et Larry Harmon
- 1999 : You're Dead... d'Andy Hurst
- 1999 : Held Up (en) de Steve Rash
- 2001 : Les Hommes de Sa Majesté (All the Queen's Men) de Stefan Ruzowitzky
- 2002 : Kung Pow de Steve Oedekerk
- 2002 : Boat Trip de Mort Nathan
- 2004 : In the Shadow of the Cobra de Ted Nicolaou (en)
- 2004 : El Sol de los venados de James Ordonez
- 2005 : Back in the Day de James Hunter (vidéo)
- 2005 : American Pie: No Limit! (American Pie Presents Band Camp) de Steve Rash (vidéo)
- 2006 : Van Wilder 2: The Rise of Taj de Mort Nathan
- 2008 : Beethoven : Une star est née ! (Beethoven's Big Break) de Mike Elliott
- 2011 : Au prix du sang (There Be Dragons) de Roland Joffé
- 2011 : White Elephant de Prachya Pinkaew
- 2011 : Underground de Rafael Eisenman
- 2013 : The Secret Village de Swamy M. Kandan

#### Courts métrages
- 1990 : To Dream of Roses de Keith Melton
- 1994 : Nunzio's Second Cousin de Tom DeCerchio
- 2002 : 40 de  Michael Caleo
- 2015 : The Kid de Vladislav Kozlov
- 2017 : Silent Life de Vladislav Kozlov

### Télévision

#### Séries télévisées
- 1982-1983 : Côte ouest (Knots Landing) (2 épisodes)
- 1982-1983 : Pour l'amour du risque (Hart to Hart) (4 épisodes)
- 1983 : Trauma Center (1 épisode)
- 1983-1984 : Falcon Crest (2 épisodes)
- 1985 : Tall Tales & Legends (1 épisode)
- 1986 : Disney Parade (1 épisode)
- 1986 : La Cinquième Dimension ( The New Twilight Zone) (2 épisodes)
- 1987 : CBS Schoolbreak Special (1 épisode)
- 1987 : Faerie Tale Theatre (3 épisodes)
- 1988 : High Mountain Rangers (11 épisodes)
- 1989 : Jesse Hawkes (6 épisodes)

#### Téléfilms
- 1983 : The Planets
- 1986 : 2 1/2 Dads
- 1986 : Prince of Bel Air
- 1986 : Combat High
- 1987 : The Room Upstairs (en)
- 1993 : Shadowhunter
- 1993 : Sworn to Vengeance
- 1994 : Justice pour un innocent (Two Fathers: Justice for the Innocent)
- 1994 : Service des urgences (State of Emergency)
- 1995 : Family Reunion: A Relative Nightmare
- 1999 : Thumb Wars: The Phantom Cuticle
- 2003 : Thanksgiving Family Reunion

## Œuvres de concert
- To dream of roses, ballet
- 2 Sinfonia pour orchestre
- Montage pour orchestre
- 2 quatuors avec piano
- Trio pour flute, violoncelle et harpe
- Septuor pour cuivres
- Song cycle on poems by E.E Cummings
- Sequenzia pour orchestre à cordes
- Quatuor à cordes
- Eclipse
- Trilogy pour orchestre de chambre